# Volley Bergamo 1991 2021-2022
Questa voce raccoglie le informazioni riguardanti il Volley Bergamo 1991 nelle competizioni ufficiali della stagione 2021-2022.

## Stagione
Partecipa per la prima volta alla Serie A1, acquistando il titolo sportivo dal Volley Bergamo; chiude la regular season di campionato al dodicesimo posto in classifica, non qualificandosi per i play-off scudetto.

## Organigramma societario
Area direttiva
- Presidente: Chiara Paola Rusconi

Area tecnica
- Allenatore: Pasqualino Giangrossi (fino al 9 febbraio 2022), Stefano Micoli (dal 15 febbraio 2022)
- Allenatore in seconda: Marco Zanelli
- Scout man: Gianni Bonacina
- Assistente tecnico: Maurizio Negro
- Video man: Elia Laise

## Rosa
| N° | Nome              | Ruolo | Data di nascita   | Nazionalità sportiva |
| -- | ----------------- | ----- | ----------------- | -------------------- |
| 2  | Daniela Öhman     | C     | 16 marzo 1997     | Finlandia            |
| 3  | Alicia Ogoms      | C     | 2 aprile 1994     | Canada               |
| 4  | Božana Butigan    | C     | 19 agosto 2000    | Croazia              |
| 6  | Stephanie Enright | S     | 15 dicembre 1990  | Porto Rico           |
| 7  | Isabella Di Iulio | P     | 26 novembre 1991  | Italia               |
| 8  | Ana Paula Borgo   | O     | 20 ottobre 1993   | Brasile              |
| 9  | Francesca Marcon  | S     | 9 luglio 1983     | Italia               |
| 10 | Luna Cicola       | S     | 15 gennaio 2004   | Italia               |
| 11 | Sofia Turlà       | P     | 3 febbraio 1998   | Italia               |
| 13 | MacKenzie May     | S     | 12 gennaio 1999   | Stati Uniti          |
| 14 | Marie Schölzel    | C     | 1º agosto 1997    | Germania             |
| 15 | Giorgia Faraone   | L     | 6 luglio 1994     | Italia               |
| 16 | Khalia Lanier     | S     | 19 settembre 1998 | Stati Uniti          |
| 17 | Sara Loda         | S     | 22 agosto 1990    | Italia               |
| 18 | Emma Cagnin       | S     | 26 giugno 2002    | Italia               |

## Mercato
| Acquisti | Acquisti          | Acquisti              | Acquisti   |
| R.       | Nome              | da                    | Modalità   |
| -------- | ----------------- | --------------------- | ---------- |
| O        | Ana Paula Borgo   | Nilüfer               | definitivo |
| C        | Božana Butigan    | Imoco                 | definitivo |
| S        | Emma Cagnin       | Montecchio Maggiore   | definitivo |
| S        | Luna Cicola       | Academy Piacenza      | definitivo |
| P        | Isabella Di Iulio | Wealth Planet Perugia | definitivo |
| S        | Stephanie Enright | Criollas de Caguas    | definitivo |
| L        | Giorgia Faraone   | Bergamo               | definitivo |
| S        | Khalia Lanier     | Pinkin de Corozal     | definitivo |
| S        | Sara Loda         | Bergamo               | definitivo |
| C        | Alicia Ogoms      | San Casciano          | definitivo |
| C        | Daniela Öhman     | Hämeenlinnan          | definitivo |
| S        | Francesca Marcon  | Bergamo               | definitivo |
| S        | MacKenzie May     | UC Los Angeles        | definitivo |
| C        | Marie Schölzel    | Schweriner            | definitivo |
| P        | Sofia Turlà       | Assitec               | definitivo |

| Cessioni | Cessioni          | Cessioni | Cessioni   |
| R.       | Nome              | a        | Modalità   |
| -------- | ----------------- | -------- | ---------- |
| S        | Stephanie Enright | Adam     | definitivo |
| S        | Francesca Marcon  | -        | ritirata   |

## Risultati

### Serie A1

#### Girone di andata
| 1ª giornata - 10 ottobre 2021 Palazzetto dello sport, Bergamo   | Bergamo 1991          | 1 - 3 | Trentino Rosa | 25-23, 23-25, 18-25, 18-25        |
| 2ª giornata - 16 ottobre 2021 Palazzetto dello Sport, Scandicci | Savino Del Bene       | 3 - 1 | Bergamo 1991  | 25-15, 26-24, 20-25, 25-15        |
| 3ª giornata - 20 ottobre 2021 Palazzetto dello sport, Bergamo   | Bergamo 1991          | 0 - 3 | Pro Victoria  | 21-25, 23-25, 15-25               |
| 4ª giornata - 24 ottobre 2021 Palazzetto dello sport, Bergamo   | Bergamo 1991          | 3 - 1 | Megavolley    | 27-25, 25-19, 22-25, 25-16        |
| 5ª giornata - 31 ottobre 2021 PalaRadi, Cremona                 | Casalmaggiore         | 0 - 3 | Bergamo 1991  | 20-25, 15-25, 22-25               |
| 6ª giornata - 6 novembre 2021 PalaEvangelisti, Perugia          | Wealth Planet Perugia | 2 - 3 | Bergamo 1991  | 23-25, 25-20, 25-21, 22-25, 6-15  |
| 7ª giornata - 14 novembre 2021 Palazzetto dello sport, Bergamo  | Bergamo 1991          | 0 - 3 | AGIL          | 15-25, 18-25, 20-25               |
| 8ª giornata - 21 novembre 2021 Palazzetto dello sport, Bergamo  | Bergamo 1991          | 1 - 3 | UYBA          | 25-22, 20-25, 23-25, 15-25        |
| 9ª giornata - 27 novembre 2021 Palazzo dello Sport, Roma        | Roma Club             | 3 - 2 | Bergamo 1991  | 20-25, 25-14, 14-25, 25-14, 15-13 |
| 10ª giornata - 4 dicembre 2021 Palazzetto dello sport, Bergamo  | Bergamo 1991          | 1 - 3 | Chieri '76    | 25-23, 20-25, 29-31, 19-25        |
| 11ª giornata - 12 dicembre 2021 PalaCastagnaretta, Cuneo        | Cuneo Granda          | 3 - 0 | Bergamo 1991  | 25-19, 25-21, 25-19               |
| 12ª giornata - 9 marzo 2022 Palazzetto dello sport, Bergamo     | Bergamo 1991          | 3 - 2 | San Casciano  | 26-24, 25-20, 27-29, 19-25, 16-14 |
| 13ª giornata - 23 marzo 2022 PalaVerde, Villorba                | Imoco                 | 3 - 1 | Bergamo 1991  | 20-25, 25-20, 25-17, 25-22        |

#### Girone di ritorno
| 14ª giornata - 23 febbraio 2022 PalaSanbapolis, Trento          | Trentino Rosa | 3 - 0 | Bergamo 1991          | 25-17, 25-20, 25-16               |
| 15ª giornata - 16 gennaio 2022 Palazzetto dello sport, Bergamo  | Bergamo 1991  | 1 - 3 | Savino Del Bene       | 25-23, 23-25, 19-25, 14-25        |
| 16ª giornata - 23 gennaio 2022 Palazzetto dello Sport, Monza    | Pro Victoria  | 3 - 1 | Bergamo 1991          | 21-25, 25-18, 25-20, 25-19        |
| 17ª giornata - 30 gennaio 2022 PalaCarneroli, Urbino            | Megavolley    | 3 - 0 | Bergamo 1991          | 25-23, 29-27, 25-21               |
| 18ª giornata - 6 febbraio 2022 Palazzetto dello sport, Bergamo  | Bergamo 1991  | 2 - 3 | Casalmaggiore         | 25-23, 25-22, 24-26, 22-25, 12-15 |
| 19ª giornata - 13 febbraio 2022 Palazzetto dello sport, Bergamo | Bergamo 1991  | 3 - 1 | Wealth Planet Perugia | 25-23, 25-18, 14-25, 25-18        |
| 20ª giornata - 20 febbraio 2022 PalaTerdoppio, Novara           | AGIL          | 3 - 1 | Bergamo 1991          | 25-20, 21-25, 27-25, 25-19        |
| 21ª giornata - 27 febbraio 2022 PalaPiantanida, Busto Arsizio   | UYBA          | 3 - 1 | Bergamo 1991          | 23-25, 25-23, 25-21, 25-17        |
| 22ª giornata - 6 marzo 2022 Palazzetto dello sport, Bergamo     | Bergamo 1991  | 3 - 0 | Roma Club             | 25-23, 31-29, 25-19               |
| 23ª giornata - 13 marzo 2022 PalaMaddalene, Chieri              | Chieri '76    | 3 - 1 | Bergamo 1991          | 26-24, 25-20, 23-25, 25-18        |
| 24ª giornata - 20 marzo 2022 Palazzetto dello sport, Bergamo    | Bergamo 1991  | 3 - 2 | Cuneo Granda          | 21-25, 18-25, 27-25, 25-15, 15-12 |
| 25ª giornata - 27 marzo 2022 PalaWanny, Firenze                 | San Casciano  | 3 - 1 | Bergamo 1991          | 23-25, 31-29, 25-20, 25-23        |
| 26ª giornata - 2 aprile 2022 Palazzetto dello sport, Bergamo    | Bergamo 1991  | 0 - 3 | Imoco                 | 13-25, 26-28, 16-25               |

## Statistiche

### Statistiche di squadra
| Competizione | Punti | In casa | In casa | In casa | In trasferta | In trasferta | In trasferta | Totale | Totale | Totale |
| Competizione | Punti | G       | V       | P       | G            | V            | P            | G      | V      | P      |
| ------------ | ----- | ------- | ------- | ------- | ------------ | ------------ | ------------ | ------ | ------ | ------ |
| Serie A1     | 20    | 13      | 5       | 8       | 13           | 2            | 11           | 26     | 7      | 19     |
| Totale       | -     | 13      | 5       | 8       | 13           | 2            | 11           | 26     | 7      | 19     |

G = partite giocate; V = partite vinte; P = partite perse

### Statistiche dei giocatori
| Giocatore   | Serie A1 | Serie A1 | Serie A1 | Serie A1 | Serie A1 | Totale | Totale | Totale | Totale | Totale |
| Giocatore   | P        | PT       | AV       | MV       | BV       | P      | PT     | AV     | MV     | BV     |
| ----------- | -------- | -------- | -------- | -------- | -------- | ------ | ------ | ------ | ------ | ------ |
| A. Borgo    | 23       | 101      | 94       | 6        | 1        | 23     | 101    | 94     | 6      | 1      |
| B. Butigan  | 12       | 111      | 66       | 41       | 4        | 12     | 111    | 66     | 41     | 4      |
| E. Cagnin   | 26       | 147      | 138      | 8        | 1        | 26     | 147    | 138    | 8      | 1      |
| L. Cicola   | 22       | 1        | 0        | 0        | 1        | 22     | 1      | 0      | 0      | 1      |
| I. Di Iulio | 26       | 30       | 10       | 13       | 7        | 26     | 30     | 10     | 13     | 7      |
| S. Enright  | 9        | 53       | 48       | 1        | 4        | 9      | 53     | 48     | 1      | 4      |
| G. Faraone  | 26       | 0        | 0        | 0        | 0        | 26     | 0      | 0      | 0      | 0      |
| K. Lanier   | 26       | 465      | 417      | 23       | 25       | 26     | 465    | 417    | 23     | 25     |
| S. Loda     | 26       | 249      | 220      | 17       | 12       | 26     | 249    | 220    | 17     | 12     |
| F. Marcon   | -        | -        | -        | -        | -        | -      | -      | -      | -      | -      |
| M. May      | 12       | 108      | 100      | 5        | 3        | 12     | 108    | 100    | 5      | 3      |
| A. Ogoms    | 24       | 111      | 62       | 41       | 8        | 24     | 111    | 62     | 41     | 8      |
| D. Öhman    | 9        | 2        | 2        | 0        | 0        | 9      | 2      | 2      | 0      | 0      |
| M. Schölzel | 26       | 165      | 111      | 45       | 9        | 26     | 165    | 111    | 45     | 9      |
| S. Turlà    | 23       | 4        | 2        | 1        | 1        | 23     | 4      | 2      | 1      | 1      |

P = presenze; PT = punti totali; AV = attacchi vincenti; MV = muri vincenti; BV = battute vincenti